# Kaja Kallas
Pour les articles homonymes, voir Kallas.
Kaja Kallas (prononcé en estonien : /ˈkɑjɑ ˈkɑlːɑs/), née le 18 juin 1977 à Tallinn, est une femme d'État estonienne membre du Parti de la réforme (REF). Elle est haute représentante de l'Union européenne pour les Affaires étrangères et la Politique de sécurité depuis le 1er décembre 2024.
Elle est députée puis députée européenne entre 2011 et 2018. Élue cette année-là présidente du Parti de la réforme, elle remporte la majorité relative lors des élections législatives estoniennes de 2019 mais ne peut former de gouvernement. Elle est nommée Première ministre en 2021 et gouverne dans le cadre de diverses coalitions pendant trois ans et demi. Elle remporte à nouveau les élections en 2023.
En 2024, elle renonce à diriger le gouvernement estonien et le Parti de la réforme pour prendre la direction de la diplomatie de l'Union européenne dans la commission von der Leyen II.

## Biographie

### Origines et vie privée
Kaja Kallas est la fille de Siim Kallas, ancien Premier ministre d'Estonie et commissaire européen. En 2022, elle révèle que sa mère, Kristi Kallas, à l'âge de six mois, sa grand-mère et son arrière grand-mère, ont été déportées en Sibérie lors des déportations soviétiques menées à l'été 1940 en Estonie,. Cette déportation pourrait être liée au fait que son arrière grand-père, Eduard Alver, fut l'un des fondateurs[réf. nécessaire] de la république d'Estonie, un des fondateurs de la Ligue de défense estonienne et qu'il a dirigé la police de sécurité et de renseignement en 1921.
En 2002, elle épouse Taavi Veskimägi (en), homme d'affaires et personnalité politique, ministre des Finances du gouvernement Parts. Ils ont un fils. Le couple divorce en 2014. En 2018, elle se remarie avec Arvo Hallik, banquier et investisseur, qui a deux enfants d'une union précédente.

### Formation et carrière juridique
Kaja Kallas obtient son diplôme d'enseignement secondaire à Tallinn en 1995 puis étudie le droit jusqu'en 1999 à l'université de Tartu et obtient un Bachelor of Arts (BA). Elle vit brièvement en France et en Finlande pendant sa formation en droit européen. Elle rejoint cette année-là le barreau d'Estonie et devient à partir de 2003 membre du conseil de surveillance de plusieurs sociétés estoniennes. À partir de 2007, elle fréquente l'école de commerce estonienne, où elle obtient un Executive Master of Business Administration (EMBA) en économie en 2010.

### Députée estonienne

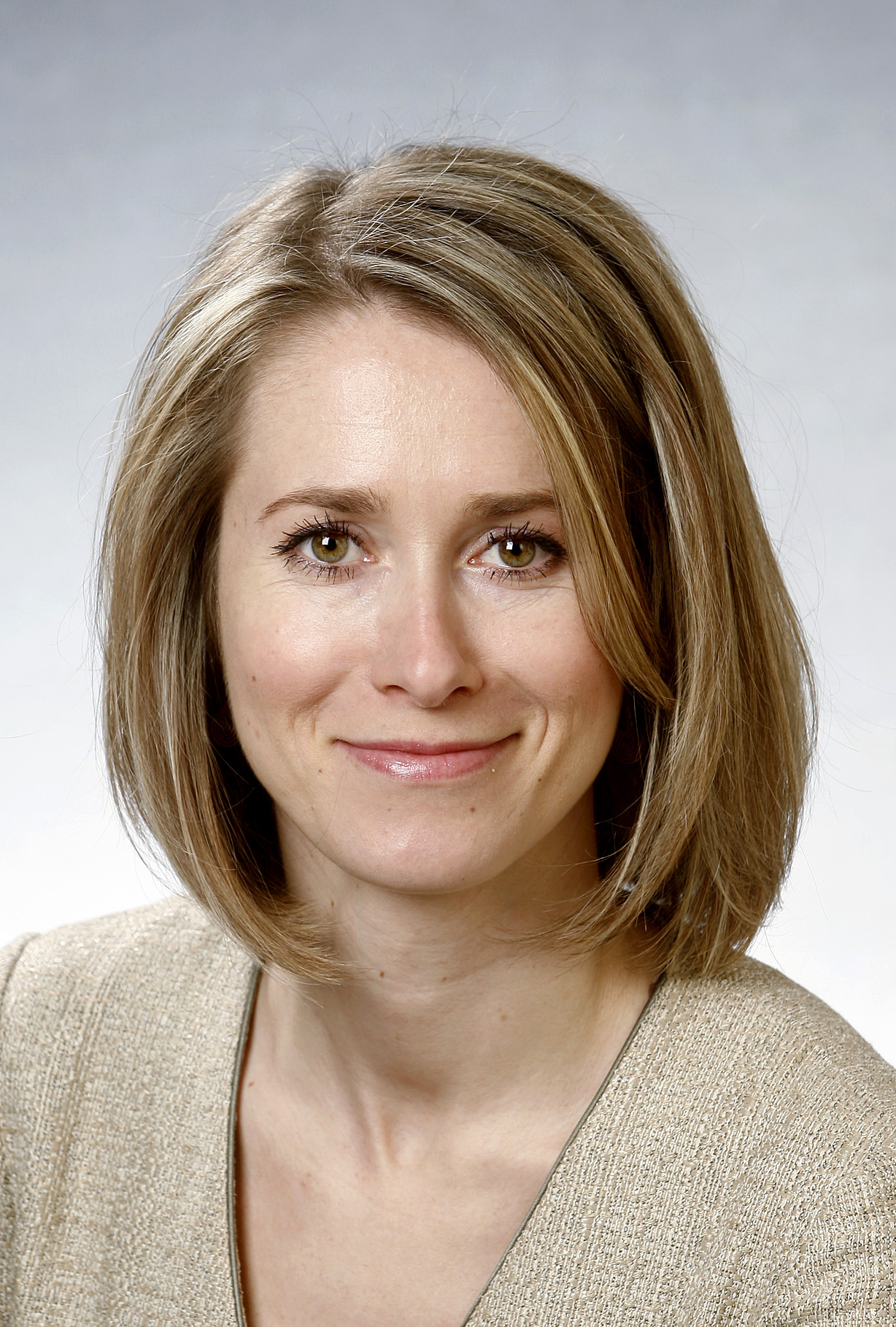
Kaja Kallas est élue députée en 2011.

Kaja Kallas adhère en 2010 au Parti de la réforme d'Estonie, la formation fondée par son père. Le 6 mars 2011, elle est élue au Riigikogu et prend la tête de la commission des Affaires économiques en 2014. Le 1er juillet 2014, elle abandonne son poste lorsqu'elle devient députée européenne.
Elle est de nouveau élue lors des élections législatives de 2019, au cours desquelles le Parti de la réforme d'Estonie arrive en tête avec 29 % des voix. Le 26 janvier 2021, elle abandonne à nouveau son poste lorsqu'elle devient Première ministre d'Estonie.

### Députée européenne

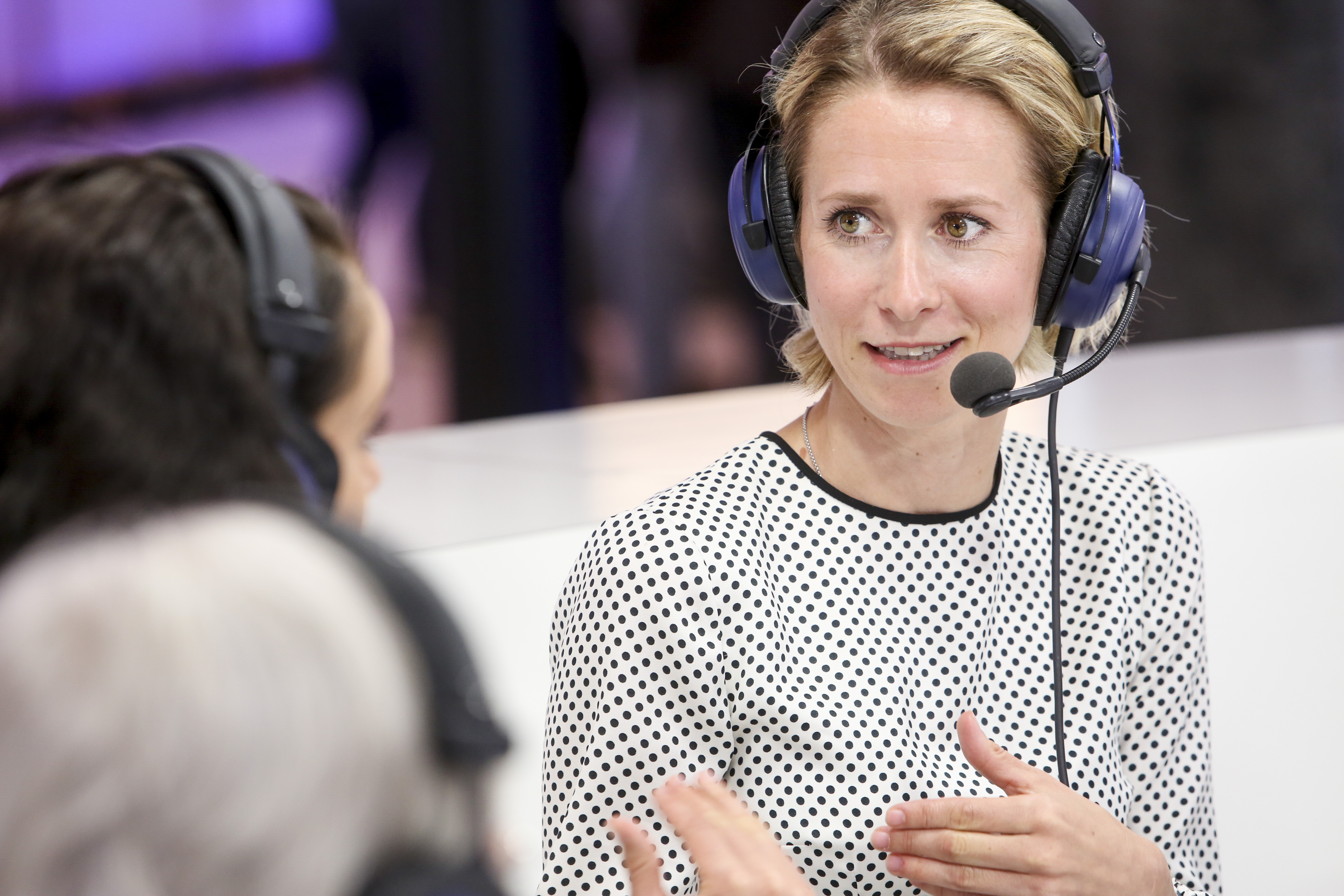
Kaja Kallas est députée européenne entre 2014 et 2018.

Élue au Parlement européen en 2014, Kaja Kallas siège au sein de l'Alliance des démocrates et des libéraux pour l'Europe (ADLE). Elle est membre de la commission de l'industrie, de la recherche et de l'énergie, et membre suppléante de la commission du marché intérieur et de la protection des consommateurs.
En 2015, Kaja Kallas se fait remarquer[réf. nécessaire] grâce à son travail mené sur les réformes du marché numérique unique européen avec l’adoption de son rapport Vers un acte sur le marché unique numérique. Ce rapport appelle des actions ambitieuses afin de lever les barrières qui subsistent dans le monde du numérique et qui entravent la révolution technologique[réf. souhaitée].
Le 14 avril 2018, elle est élue à la tête du Parti de la réforme d'Estonie, devenant la première femme à occuper ce poste.

### Élections législatives de 2019 et échec à former un gouvernement
Le 3 mars 2019, le parti de Kaja Kallas arrive en tête des élections législatives avec 29 % des voix. Le 5 avril 2019, la présidente de la république Kersti Kaljulaid la charge de former un nouveau gouvernement. Cependant, le 15 avril, à la suite du vote du Riigikogu, Kallas n'obtient pas la majorité lui permettant de former un gouvernement (45 en faveur et 53 contre). Selon elle : « l’ego masculin des dirigeants centriste et conservateur l’a emporté. Ils ont préféré s’accrocher à leurs postes, plutôt que de respecter leur promesse de ne jamais s’allier avec [le parti d’extrême droite] EKRE ».
Le Premier ministre sortant Jüri Ratas du Parti du centre obtient finalement la confiance du Parlement et est investi après avoir formé une coalition avec EKRE et Isamaa.

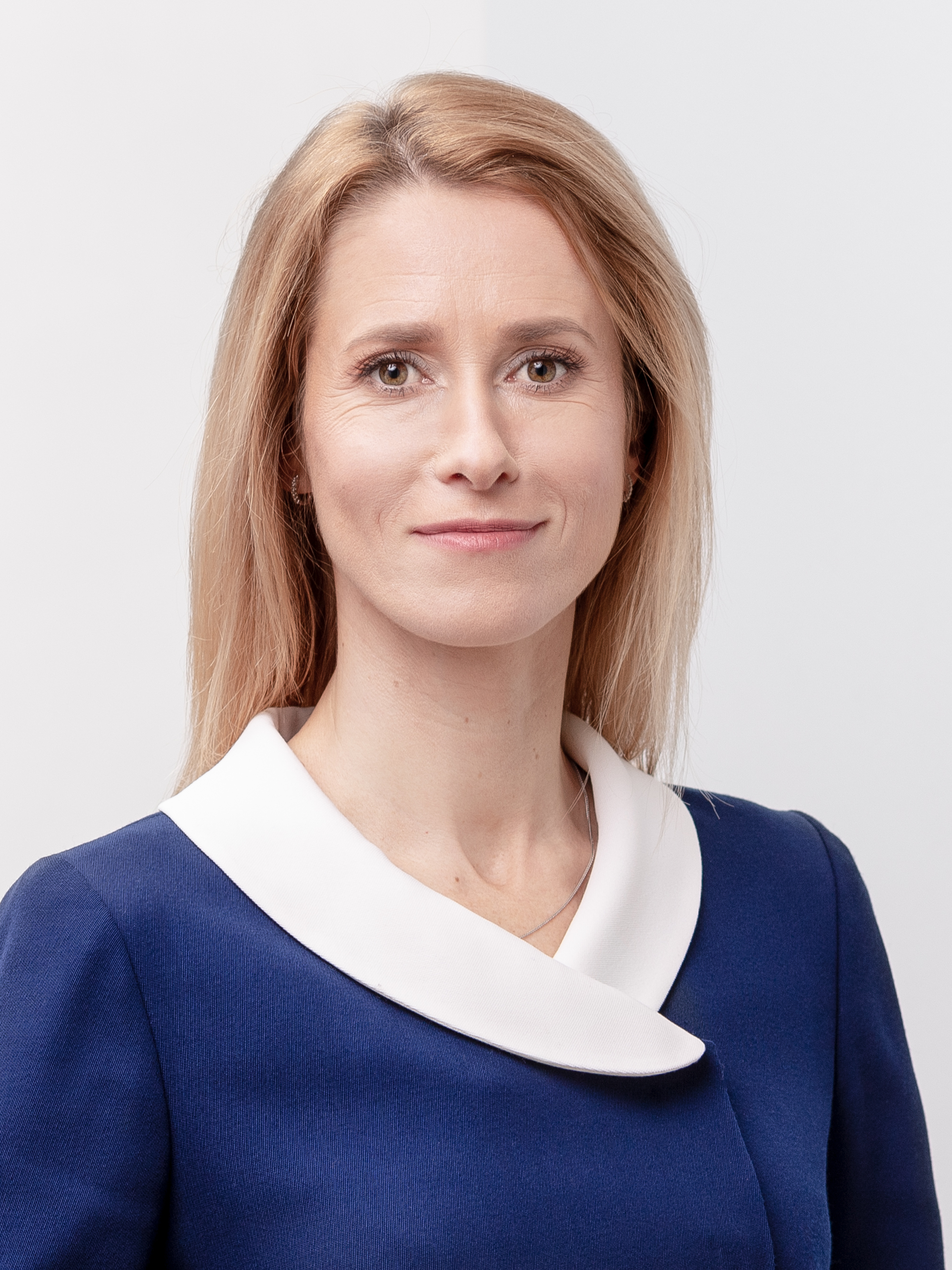
Portrait officiel de Kaja Kallas, 2021.

### Première ministre

#### Premier gouvernement
Jüri Ratas annonce sa démission le 13 janvier 2021, alors que le Parti du centre est impliqué dans des soupçons de corruption liés à son financement et à des prêts d'État accordés en retour. Le 14 janvier 2021, Kaja Kallas est de nouveau chargée par la présidente de la république d'Estonie Kersti Kaljulaid, de former un gouvernement.
Le 25 janvier, son équipe obtient la confiance du Parlement. Son gouvernement repose sur une coalition entre le Parti de la réforme et le Parti du centre, qui ensemble comprennent 59 députés. Ils bénéficient également du soutien sans participation du Parti social-démocrate (SDE), ce qui porte le total à 70 députés.
Le 26 janvier, dans la matinée, elle prête serment comme Premier ministre après une cérémonie dans la cour du palais présidentiel, succédant à Jüri Ratas et devenant la première femme à occuper cette fonction.
En novembre 2021, alors que depuis l'été, des milliers de migrants, pour la plupart originaires du Moyen-Orient, tentent de franchir les frontières de la Biélorussie avec la Pologne, la Lettonie et la Lituanie, elle réaffirme son soutien à la Pologne dans cette crise frontalière entre la Biélorussie et l'Union européenne.

#### Deuxième gouvernement et élections législatives de 2023
Le 3 juin 2022, Kaja Kallas annonce avoir demandé au président de la république, Alar Karis, de relever de leurs fonctions l'ensemble des ministres issus du Parti du centre. Considérant l'accord de coalition comme « périmé », elle a formulé cette demande après que le Parti du centre d'Estonie a voté dans le même sens que le Parti populaire conservateur d'Estonie (EKRE), dans l'opposition, lors de l'examen d'un projet de loi relatif à l'éducation. Le Parti de la réforme propose alors d'ouvrir des négociations avec Isamaa (IRL) et le Parti social-démocrate.
Le 15 juillet suivant, un accord de coalition entre le Parti de la réforme, Isamaa et le Parti social-démocrat (SDE) est conclu. Quelques heures plus tard, Kaja Kallas reçoit l'investiture des députés par 52 voix pour et 26 contre pour former le nouveau gouvernement de coalition. Le nouvel exécutif se compose de quatorze ministres, cinq pour les deux nouveaux partenaires des libéraux, et quatre pour ces derniers, en sus de la cheffe du gouvernement. Le 18 juillet, la nouvelle équipe ministérielle est assermentée devant les députés et entre en fonction.
Elle soutient activement les sanctions contre la Russie et la fourniture d'aide militaire à l'Ukraine, dans le cadre de l'invasion de ce pays par la Russie à partir de 2022. Elle gagne même la réputation de « nouvelle dame de fer de l'Europe » pour son intransigeance face à la Russie, contre laquelle elle n'a eu de cesse de réclamer toujours plus de sanctions. Son nom figure alors parmi les éventuels candidats au poste de secrétaire général de l'OTAN.
Le 6 mars 2023, au lendemain des élections législatives, le parti de Kaja Kallas arrive en tête avec 31,24 % des voix. Elle sort ainsi renforcée du scrutin législatif,,. Il devance notamment Martin Helme du Parti populaire conservateur d'Estonie avec 16,05 % des voix et Jüri Ratas du Parti du centre avec 15,28 % des voix. Il s'agit du meilleur score obtenu par le Parti de la réforme depuis sa création en 1994,. Le 7 mars, la Première ministre invite le SDE et le parti libéral Estonie 200 à entamer des négociations pour la formation d'une coalition.

#### Troisième gouvernement et démission
Le troisième gouvernement de Kaja Kallas entre en fonction le 17 avril 2023. Il repose sur un coalition avec le Parti de la réforme, Estonie 200 et les sociaux-démocrates.
Kaja Kallas soutient la légalisation du mariage entre personnes de même sexe, votée le 20 juin 2023 par le Parlement, par 55 voix contre 34,.
À partir du 23 août 2023, elle se trouve au centre d'une controverse, causée par les révélations de la radio publique ERR relatives à la société de transport Stark Logistics, appartenant partiellement à son mari Arvo Hallik et qui a poursuivi ses livraisons en Russie après l’invasion de l'Ukraine le 24 février 2022, malgré les sanctions contre ce pays. Elle refuse de se présenter devant le Parlement pour répondre aux questions des députés. L'opposition réclame alors sa démission, lui reprochant d’affaiblir la crédibilité de son pays. Dénonçant la « duplicité » de la Première ministre, le conservateur Urmas Reinsalu, qui était son ministre des Affaires étrangères jusqu’en mars 2023, affirme : « La leader d’un gouvernement qui manque de capital moral est aussi une menace sécuritaire, affaiblissant notre crédibilité internationale concernant une politique des sanctions déterminée et un soutien continu à l’Ukraine. » Toutefois, disposant d'une large majorité au Parlement et alors qu'aucun des partis de la coalition gouvernementale ne demande son départ, elle peut se maintenir dans ses fonctions de Première ministre.
Le 13 février 2024, le gouvernement russe annonce l'avoir mise sur une liste de personnes recherchées pour la destruction de monuments en hommage aux soldats soviétiques.
Les élections européennes de juin 2024 se traduisent par une défaite pour le Parti de la réforme, qui arrive en troisième position et perd un siège de député européen.
À la suite de sa désignation comme nouvelle haute représentante de l'Union pour les affaires étrangères et la politique de sécurité, Kallas remet la démission de son gouvernement le 15 juillet 2024, tout en continuant d'expédier les affaires courantes jusqu'à la nomination de son successeur. Kristen Michal, ministre du Climat et de l'Environnement, est désigné par le Parti de la réforme pour la remplacer et lui succède officiellement le 23 juillet suivant au poste de Premier ministre. Il lui succède également comme président du Parti de la réforme d'Estonie le 8 septembre.

### Haute représentante de l'Union pour les affaires étrangères
Durant un temps, Kaja Kallas est pressentie pour devenir la nouvelle secrétaire générale de l'OTAN. Le 27 juin 2024, peu après les élections européennes, elle est désignée par le Conseil européen pour devenir la nouvelle haute représentante de l'Union pour les affaires étrangères et la politique de sécurité, membre et vice-présidente de la Commission européenne. Elle est la première personne d'Europe de l'Est désignée à cette fonction,. Confirmée par le Parlement européen le 27 novembre, elle entre officiellement en fonction le 1er décembre 2024 avec les autres membres de la commission von der Leyen II.
Selon le journal français Le Monde, ses débuts en tant que cheffe de la diplomatie européenne sont décrits comme décevants par des diplomates nationaux et du Service européen pour l'action extérieure. Ces diplomates, cités sous couvert de l'anonymat par le quotidien, lui reprochent notamment de se soucier quasi exclusivement de la question russe, délaissant d'autres dossiers sensibles, et un manque de tact qui a fait échouer plusieurs de ses initiatives, comme son projet d'instaurer un régime de sanctions contre la Géorgie et de fortement accroître l'aide militaire à l’Ukraine dans le cadre de la guerre russo-ukrainienne. Il est également constaté son alignement sur les éléments de langage de Benyamin Netanyahou concernant la guerre à Gaza.

## Décorations
- Grand-croix de l'ordre de l'Étoile ( Roumanie, 2021)[40]
- Commandeur grand-croix de l'ordre royal de l'Étoile polaire ( Suède, 2023)[40]
- Ordre du prince Iaroslav le Sage, 3e classe ( Ukraine, 2023)[40]